# Barges (Côte-d'Or)
Pour les articles homonymes, voir Barges.
Barges est une commune française située dans le département de la Côte-d'Or, en région Bourgogne-Franche-Comté.

## Géographie
Un village très rustique de la plaine d'autrefois.

### Climat
Pour des articles plus généraux, voir Climat de la Bourgogne-Franche-Comté et Climat de la Côte-d'Or.
En 2010, le climat de la commune est de type climat océanique dégradé des plaines du Centre et du Nord, selon une étude du Centre national de la recherche scientifique s'appuyant sur une série de données couvrant la période 1971-2000. En 2020, Météo-France publie une typologie des climats de la France métropolitaine dans laquelle la commune est dans une zone de transition entre le climat océanique altéré et le climat océanique altéré et est dans la région climatique  Bourgogne, vallée de la Saône, caractérisée par un bon ensoleillement (1 900 h/an), un été chaud (18,5 °C), un air sec au printemps et en été et des vents faibles. 
Pour la période 1971-2000, la température annuelle moyenne est de 10,9 °C, avec une amplitude thermique annuelle de 18 °C. Le cumul annuel moyen de précipitations est de 792 mm, avec 11,2 jours de précipitations en janvier et 7,4 jours en juillet. Pour la période 1991-2020, la température moyenne annuelle observée sur la station météorologique de Météo-France la plus proche, « Dijon-Longvic », sur la commune d'Ouges à 6 km à vol d'oiseau, est de 11,4 °C et le cumul annuel moyen de précipitations est de 743,4 mm,. Pour l'avenir, les paramètres climatiques de la commune estimés pour 2050 selon différents scénarios d'émission de gaz à effet de serre sont consultables sur un site dédié publié par Météo-France en novembre 2022.

## Urbanisme

### Typologie
Au 1er janvier 2024, Barges est catégorisée commune rurale à habitat dispersé, selon la nouvelle grille communale de densité à 7 niveaux définie par l'Insee en 2022.
Elle est située hors unité urbaine. Par ailleurs la commune fait partie de l'aire d'attraction de Dijon, dont elle est une commune de la couronne,. Cette aire, qui regroupe 333 communes, est catégorisée dans les aires de 200 000 à moins de 700 000 habitants,.

### Occupation des sols
L'occupation des sols de la commune, telle qu'elle ressort de la base de données européenne d’occupation biophysique des sols Corine Land Cover (CLC), est marquée par l'importance des territoires agricoles (80,7 % en 2018), en diminution par rapport à 1990 (87,1 %). La répartition détaillée en 2018 est la suivante : terres arables (80,7 %), zones urbanisées (17,3 %), forêts (2 %). L'évolution de l’occupation des sols de la commune et de ses infrastructures peut être observée sur les différentes représentations cartographiques du territoire : la carte de Cassini (XVIIIe siècle), la carte d'état-major (1820-1866) et les cartes ou photos aériennes de l'IGN pour la période actuelle (1950 à aujourd'hui).

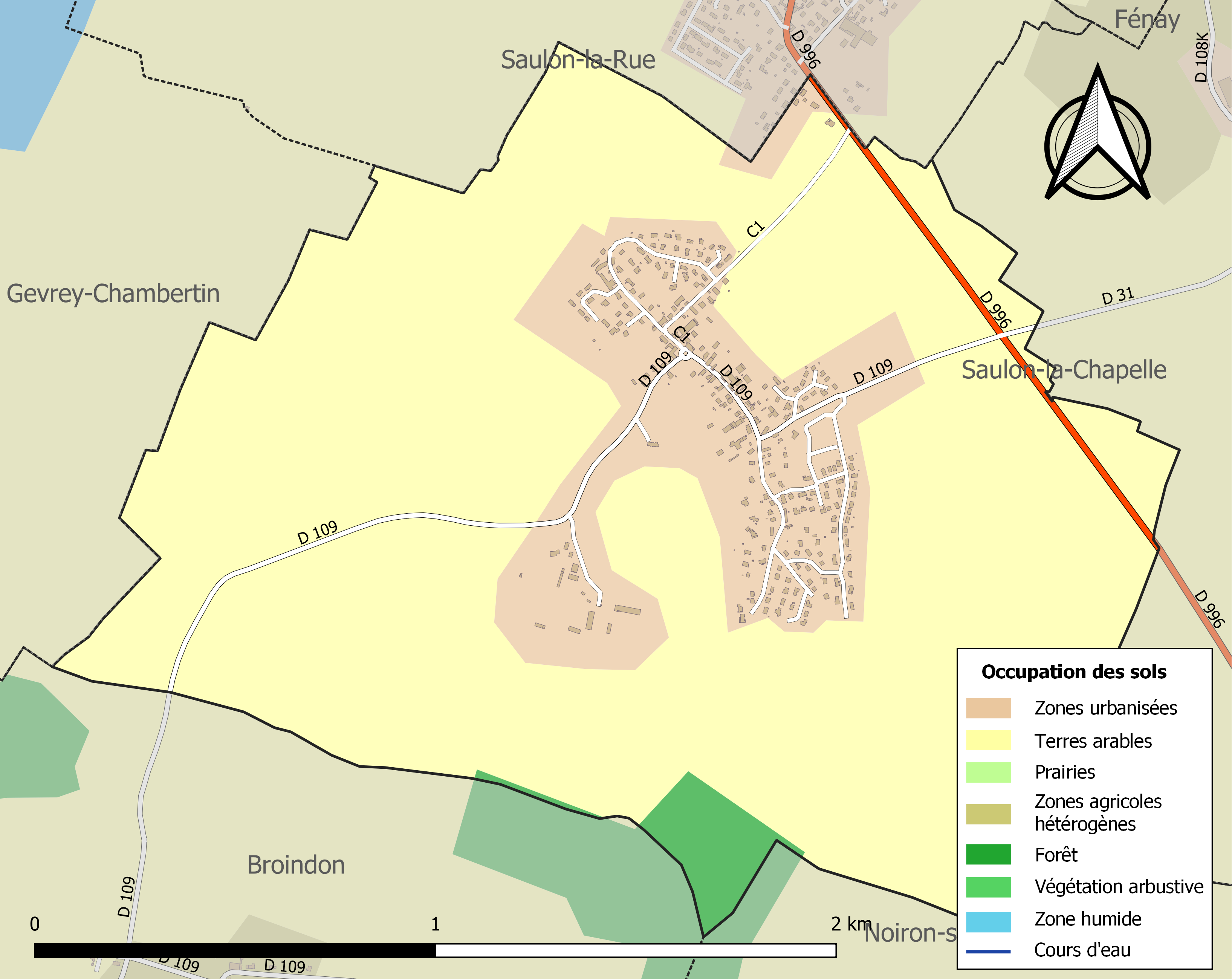
Carte des infrastructures et de l'occupation des sols de la commune en 2018 (CLC).

## Politique et administration

### Liste des maires
| Période   | Période   | Identité                      | Étiquette | Qualité                                           |
| --------- | --------- | ----------------------------- | --------- | ------------------------------------------------- |
| An II     | An II     | Jean-Baptiste JEANNIN         |           | Officier public                                   |
| An III    | An III    | Bernard COQUILLET             |           | membre du conseil général de la commune           |
| An IV     | An V      | Jacques PIOT                  |           |                                                   |
| An VI     | An VI     | Pierre JACQUIN                |           | Agent municipal                                   |
| An VII    | An VII    | Nicolas RENARD                |           | Agent municipal puis maire provisoire             |
| An VIII   | 1824      | Jacques LALOUET               |           |                                                   |
| 1824      | 1831      | François COSTET               |           |                                                   |
| 1831      | 1833      | PIOT                          |           |                                                   |
| 1833      | 1848      | Claude COSTET                 |           |                                                   |
| 1848      | 1881      | Pierre JACQUIN                |           |                                                   |
| 1881      | 1887      | Bernard GIBASSIER             |           |                                                   |
| 1887      | 1892      | Bernard LANGLAIS              |           |                                                   |
| 1892      | 1896      | Pierre RUSSIOT                |           | adjoint faisant fonction du maire empêché         |
| 1896      | 1904      | Jean-Baptiste PERREAU-GIBOURG |           |                                                   |
| 1904      | 1917      | Joseph REBULLIOT              |           | décédé 20/10/1917                                 |
| 1917      | 1919      | Pierre GARDEY                 |           | adjoint faisant fonction de maire (maire décédé ) |
| 1919      | 1929      | Eugène ALEXANDRE              |           |                                                   |
| 1929      |           | Joseph REBULLIOT              |           |                                                   |
|           |           |                               |           |                                                   |
|           | mars 2001 | Jean GORGET                   |           |                                                   |
| mars 2001 | mars 2014 | Pierre COQUILLET              |           |                                                   |
| mars 2014 | en cours  | André DALLER                  |           |                                                   |

## Démographie
L'évolution du nombre d'habitants est connue à travers les recensements de la population effectués dans la commune depuis 1793. Pour les communes de moins de 10 000 habitants, une enquête de recensement portant sur toute la population est réalisée tous les cinq ans, les populations de référence des années intermédiaires étant quant à elles estimées par interpolation ou extrapolation. Pour la commune, le premier recensement exhaustif entrant dans le cadre du nouveau dispositif a été réalisé en 2008.

En 2022, la commune comptait 656 habitants, en évolution de +8,25 % par rapport à 2016 (Côte-d'Or : +0,82 %, France hors Mayotte : +2,11 %).
| 1793 | 1800 | 1806 | 1821 | 1831 | 1836 | 1841 | 1846 | 1851 |
| ---- | ---- | ---- | ---- | ---- | ---- | ---- | ---- | ---- |
| 273  | 200  | 219  | 201  | 184  | 179  | 170  | 180  | 186  |

| 1856 | 1861 | 1866 | 1872 | 1876 | 1881 | 1886 | 1891 | 1896 |
| ---- | ---- | ---- | ---- | ---- | ---- | ---- | ---- | ---- |
| 197  | 176  | 188  | 165  | 173  | 165  | 155  | 163  | 161  |

| 1901 | 1906 | 1911 | 1921 | 1926 | 1931 | 1936 | 1946 | 1954 |
| ---- | ---- | ---- | ---- | ---- | ---- | ---- | ---- | ---- |
| 156  | 170  | 155  | 123  | 119  | 137  | 135  | 129  | 135  |

| 1962 | 1968 | 1975 | 1982 | 1990 | 1999 | 2006 | 2008 | 2013 |
| ---- | ---- | ---- | ---- | ---- | ---- | ---- | ---- | ---- |
| 132  | 143  | 179  | 315  | 349  | 336  | 428  | 454  | 514  |

| 2018 | 2022 | - | - | - | - | - | - | - |
| ---- | ---- | - | - | - | - | - | - | - |
| 637  | 656  | - | - | - | - | - | - | - |

## Culture locale et patrimoine

### Lieux et monuments
- Monument aux morts.
- Église romane.

### Héraldique
| Blason | Blasonnement : De sinople à la fasce ondée d'or accompagnée en chef d'un voilier d'argent voguant sur la fasce et en pointe d'un croissant du même. |